# Fairview Cemetery
Fairview Cemetery is een begraafplaats in de Canadese stad Halifax.
De begraafplaats dankt haar bekendheid aan de aanwezig van ruim honderd graven van slachtoffers van de scheepsramp van de Titanic. 
Er is ook een massagraf voor slachtoffers van de explosie van Halifax.